# Juńce
Juńce (biał. Юнцы; ros. Юнцы) – wieś na Białorusi, w obwodzie witebskim, w rejonie miorskim, w sielsowiecie Miory.

## Historia
W czasach zaborów w gminie Czeress, w powiecie dzisieńskim, w guberni wileńskiej Imperium Rosyjskiego.
W latach 1921–1945 wieś leżała w Polsce, w województwie wileńskim, w powiecie dziśnieńskim, od 1926 w powiecie brasławskim, w gminie Czeress a od 1927 w gminie Miory.
Według Powszechnego Spisu Ludności z 1921 roku zamieszkiwało tu 79 osób, 12 było wyznania rzymskokatolickiego, 60 prawosławnego, a 7 staroobrzędowego. Jednocześnie 26 mieszkańców zadeklarowało polską, a 53 białoruską przynależność narodową. Było tu 18 budynków mieszkalnych. W 1931 w 16 domach zamieszkiwały 83 osoby.
Wierni należeli do parafii rzymskokatolickiej w Miorach i prawosławnej w m. Czeress. Miejscowość podlegała pod Sąd Grodzki w Druji i Okręgowy w Wilnie; właściwy urząd pocztowy mieścił się w Miorach.
W wyniku napaści ZSRR na Polskę we wrześniu 1939 miejscowość znalazła się pod okupacją sowiecką. 2 listopada została włączona do Białoruskiej SRR. Od czerwca 1941 roku pod okupacją niemiecką. W 1944 miejscowość została ponownie zajęta przez wojska sowieckie i włączona do obwodu mińskiego Białoruskiej SRR. Do 1971 wieś wchodziła w skład sielsowietu Miory, a do 2004 w skład sielsowietu Dworne Sioło.
Od 1991 w składzie niepodległej Białorusi.